# 森田太
森田 太（もりた ふとし、1969年12月19日 - ）は、J-WAVEコンテンツマーケティング局長。かつてはライバル局のエフエム東京（TOKYO FM）で編成制作局次長を務め、同局のラジオ番組『SCHOOL OF LOCK!』を立ち上げた人物として知られる。

## 経歴
- 1969年 千葉県生まれ
- 1992年3月 早稲田大学 社会科学部卒業
- 1992年4月 TOKYO FM入社
- 2016年9月 TOKYO FM在職のまま、株式会社グランドロック代表取締役社長に就任
- 2020年3月 J-WAVE入社

## 主な担当番組
- STEPPIN' NEW
- 福山雅治 福のラジオ
- MOTHER MUSIC RECORDS
- ヒップホップ・ナイトフライト
- SCHOOL OF LOCK!
- SEVEN

他多数。

## 過去の番組
- 坂上みきのBeautiful（～2007年3月）